# The Dream Chapter: Eternity
The Dream Chapter: Eternity (tiếng Hàn: 꿈의 장: ETERNITY; Romaja: Kkum-ui Jang: Iteoniti) là mini album thứ hai của nhóm nhạc nam Hàn Quốc TXT, được phát hành vào ngày 18 tháng 5 năm 2020 bởi Big Hit Entertainment và Republic Records. The Dream Chapter: Eternity đóng vai trò là phần tiếp theo cho album phòng thu đầu tiên của TXT, The Dream Chapter: Magic (2019). Album bao gồm 6 bài hát, bao gồm cả ca khúc chính "Can't You See Me?". Về mặt âm nhạc, album kết hợp nhiều thể loại bao gồm funk-pop, dreampop, trap, hip hop và R&B thay thế.
Về mặt thương mại, album đã đứng đầu Bảng xếp hạng âm nhạc Oricon của Nhật Bản, trở thành nhóm nhạc đứng đầu trên bảng xếp hạng trong cả nước. Ở Bảng xếp hạng âm nhạc Gaon, album đã đứng ở vị trí thứ hai, đồng thời trở thành album thứ ba liên tiếp trong top 5 album của các nhóm nhạc và đứng ở vị trí thứ 4 trên bảng xếp hạng Billboard World Albums. Vào tháng 7 năm 2020, album đã được chứng nhận đĩa bạch kim bởi Hiệp hội Âm nhạc Hàn Quốc (KMCA), đây là chứng nhận đầu tiên của họ tại Hàn Quốc kể từ khi ra mắt. Để quảng bá cho album, TXT đã xuất hiện trên một số chương trình âm nhạc của Hàn Quốc bao gồm M! Countdown, Music Bank và Inkigayo.

## Bối cảnh phát hành
Sự trở lại của TXT được nhiều người mong đợi sau khi nhóm giành được một số giải thưởng tân binh tại các lễ trao giải cuối năm của Hàn Quốc, bao gồm Mnet Asian Music Awards, Melon Music Awards và Golden Disc Awards. Vào ngày 28 tháng 4 năm 2020, Big Hit Entertainment thông báo sắp phát hành mini album thứ hai của TXT The Dream Chapter: Eternity thông qua một đoạn video teaser đồ họa chuyển động. Album này là phần tiếp theo sau mini album đầu tay của nhóm The Dream Chapter: Star và album phòng thu đầu tiên của họ The Dream Chapter: Magic. Cả ba album đã cùng nhau tạo nên loạt câu chuyện "The Dream Chapter" vô cùng thành công bao gồm những câu chuyện về sự phát triển của bản thân mỗi thành viên.
The Dream Chapter: Star, album đầu tay của chúng tôi nói về "niềm hạnh phúc và phấn khích khi gặp những con người vô cùng đặc biệt".  The Dream Chapter: Magic nói về cuộc phiêu lưu kỳ diệu của chúng tôi và chúng tôi đã thực hiện nó với tư cách là một nhóm bạn. Trong tác phẩm mới nhất của chúng tôi, The Dream Chapter: Eternity cũng mang theo một câu chuyện, đó là chúng tôi đã gặp phải những khó khăn như thế nào khi phải đối diện với thực tế hiện hữu.— TXT trên The Dream Chapter: Eternity, Billboard.

## Âm nhạc và lời bài hát
The Dream Chapter: Eternity theo chủ đề là sự tiếp nối quan niệm về sự phát triển của nhóm nhạc, khám phá những mặt tối của tuổi trẻ và tình bạn. Về mặt ca từ, concept album chủ yếu nói về "sự đối mặt với những rắc rối trong các mối quan hệ" và có hơi hướng tự phản ánh. The Dream Chapter: Eternity bao gồm sáu bài hát và đa dạng về mặt âm nhạc với nhiều thể loại bao gồm funk-pop, dreampop, trap, hip hop và alternative R&B.  Ca khúc chính của album "Can't You See Me?" là một bài hát mang hơi hướng trap và pop dựa trên một synth-pop. Ca khúc chịu ảnh hưởng bởi grunge và giai điệu piano. Lời bài hát kể về sự bối rối và xáo trộn cảm xúc khi một người trẻ gặp phải giai đoạn mâu thuẫn trong tình bạn và các mối quan hệ. "Drama" là một bài hát funk-pop với tiết tấu guitar "sôi nổi" và giai điệu "gây nghiện" và nó được bắt nguồn từ piano và nhạc cụ brass. Ca khúc thứ ba trong album là bản làm lại của single kinh điển năm 1990 của Light & Salt, "Fairy of Shampoo". Bài hát jazz-pop được sắp xếp theo thể loại dreampop với phần hòa âm giọng (acapella) và phối khí tổng hợp, trong đó có một đoạn rap mới do chính tay Yeon-jun viết. "Maze in the Mirror" có lời bài hát do các thành viên trong nhóm đồng sáng tác. Bài hát được đồng sản xuất bởi Beom-gyu và nhà sản xuất nội bộ của Big Hit là Slow Rabbit. Đây là một bản nhạc Britpop acoustic với sự phối hợp của guitar, piano và bass.  Lời bài hát được lấy cảm hứng từ những trải nghiệm mà nhóm đã có khi còn là thực tập sinh. "Puma" là một ca khúc hip hop và trap. "Eternally" là một bài hát R&B theo phong cách acoustic pop và đã được chuyển sang những nhịp điệu tối hơn. Nó có giai điệu lặp đi lặp lại với các phần âm thanh phân mảnh tối giản.

## Phát hành và quảng bá

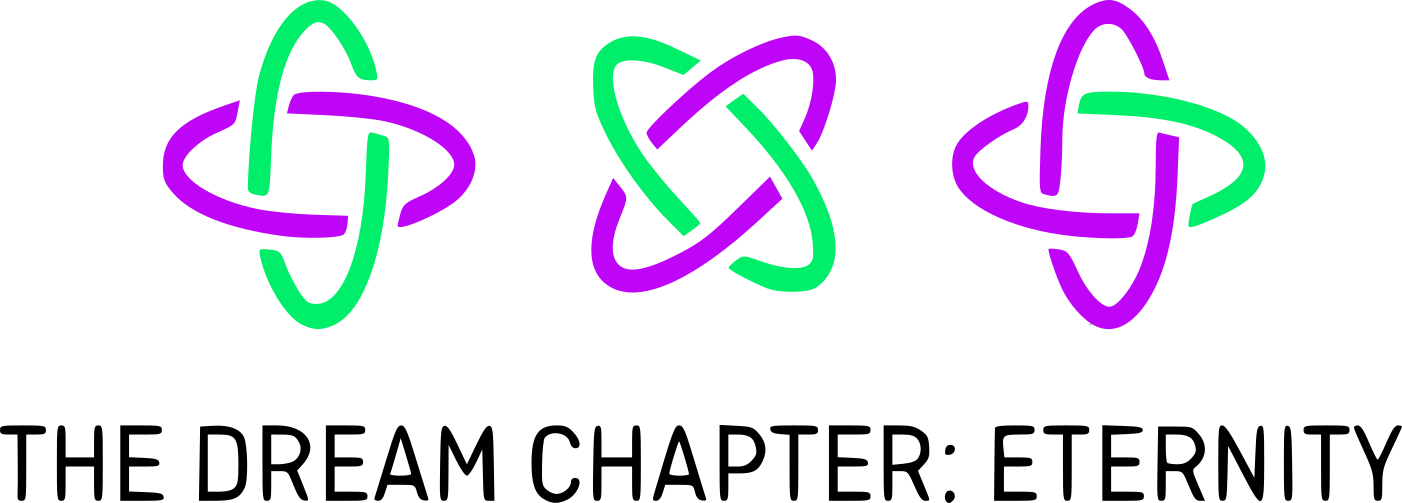
Logo used for promotion of The Dream Chapter: Eternity.

Vào ngày 29 tháng 4, nhóm phát hành một trailer về The Dream Chapter: Eternity.  Trailer cho thấy năm thành viên đang ngồi lại với nhau xung quanh một cái bàn tròn. Dần dần, Soo-bin bắt đầu giữ khoảng cách với các thành viên còn lại và trông thấy hình ảnh bản thân bị mắc kẹt trong một hộp kính trong suốt. Cuối cùng, đoạn teaser kết thúc với dòng chữ "Save Me". Vào ngày 30 tháng 4, một bức ảnh của teaser được đăng lên để bày tỏ sự kính trọng đối với tác phẩm 'Treachery of Images' của họa sĩ siêu thực René Magritte. Tác phẩm có sự xuất hiện của một con búp bê cũ kỹ nằm ở trong khung ảnh cùng một câu tiếng Pháp được dịch ra là "Đây không phải một con búp bê.". Từ ngày 1 - 4 tháng 5, nhóm đã phát hành hai phiên bản concept photo - "Port" và "Starboard", cả hai dều được xuất bản trên các phương tiện truyền thông. Phiên bản "Port" - đại diện "vết nứt của tình bạn", trong khi phiên bản "Starboard" đã mô tả "sự xuất hiện của những cậu bé khao khát chạm tới miền vĩnh hằng.". Tracklist và bìa album được phát hành đầy đủ thông qua SNS của Big Hit vào ngày 5 tháng 5. Vào ngày 7 tháng 5, teaser cá nhân của Yeon-jun và Beom-gyu đã được đăng tải. Ngày 8 tháng 5, teaser cá nhân của Tae-hyun, Huening Kai và Soo-bin lần lượt được công bố. Ngày 11 tháng 5, teaser đầu tiên của MV "Can You See Me?" đã được xuất bản. Đoạn teaser thứ hai của MV tiếp tục được đăng tải vào ngày 13. Trong ngày 15 cùng tháng, album preview bao gồm một số đoạn trích của các bài hát cùng concept hình ảnh và concept sketch video đã được đăng lên. Album được chính thức ra mắt vào 18 tháng 5 năm 2020, bao gồm đĩa CD và các định dạng kỹ thuật số cùng với đó là MV "Can You See Me?". Đoạn video đã thể hiện một bầu không khí tối tăm hơn và gần như trái ngược hoàn toàn với những video ca nhạc trước đây của họ, nó được cho là khắc họa những nỗi đau khi tình bạn trở nên xa cách.
Vào ngày 18 tháng 5, một vài giờ trước khi phát hành album, nhóm đã tổ chức showcase tại Yes24 Live Hall, Gwangjin-gu, Seoul, cùng với một Broadcast trực tuyến trên YouTube. Một giờ sau khi phát hành album, "Comeback Show" đặc biệt được tổ chức bởi Mnet đã được chiếu trực tiếp toàn cầu. TXT đã biểu diễn "Can You See Me?" và hai bài hát B-side "Drama", "Fairy of Shampoo". Nhóm tiếp tục quảng bá album với một loạt các buổi biểu diễn trực tiếp trên những chương trình âm nhạc khác nhau. Bắt đầu với M! Countdown vào 21 tháng 5. Họ cũng quảng bá các bài hát trên Music Bank của KBS, SBS Inkigayo, SBS MTV The Show và Show Champion MBC Music. Trong tuần thứ hai quảng bá ca khúc "Can You See Me?", họ đã thắng giải nhất trên The Show và Show Champion. Vào ngày 22 cùng tháng, TXT xuất hiện lần đầu tiên trên MTV Live Fresh Out đâu họ biểu diễn "Can You See Me?". Nhóm đã thực hiện bài hát một lần nữa trong Weekly Idol tập ngày 27 tháng 5 cùng với single trước đó là "Crown" và "Run Away".

## Tiếp nhận
| Đánh giá chuyên môn | Đánh giá chuyên môn |
| Nguồn đánh giá      | Nguồn đánh giá      |
| Nguồn               | Đánh giá            |
| ------------------- | ------------------- |
| NME                 | [ 45 ]              |

Trong bài review cho NME, Rhian Daly đã đánh giá album đạt 4/5 sao khi viết:"Cho đến nay, sản phẩm đầu ra của TXT chủ yếu là tươi sáng, hân hoan và hạnh phúc khi được thoát khỏi những khúc mắc trong cuộc sống, thường tập trung nhiều hơn vào các giả tưởng xen lẫn sự vui vẻ. Tuy nhiên, ở lần này, họ đã để lại một EP mà phần lớn được làm phong phú bằng sự bủa vây của các cuộc xung đột mà tất cả chúng ta đều đã từng trải qua.". Chris Gillett của South China Morning Post đã ca ngợi khả năng sáng tác của ban nhạc và tuyên bố rằng "Trong The Dream Chapter: Eternity, 5 bản nhạc K-pop nổi tiếng đã mang đến một loạt những bài hát với màu sắc đa dạng và chắc chắn có thể hát theo."
Về mặt thương mại, The Dream Chapter: Eternity đã ra mắt ở vị trí thứ hai trên Gaon Album Chart, bán được hơn 181.000 bản trong tuần đầu tiên và mang lại cho TXT album thứ ba liên tiếp đứng đầu tại Hàn Quốc. Album đã đứng đầu Bảng xếp hạng âm nhạc Oricon tại Nhật Bản được phát hành ngày 24 tháng 5 năm 2020, trở thành quán quân ở bảng xếp hạng đầu tiên của các nhóm nhạc trong nước. Ngoài ra, album cũng lọt vào bảng xếp hạng Billboard World Albums ở vị trí thứ 4 và thứ 9 trên bảng xếp hạng Heatseekers Albums. Tất cả các bài hát trong album đều lọt vào bảng xếp hạng World Digital Songs với "Can't You See Me?" ở vị trí thứ hai. The Dream Chapter: Eternity là album bán chạy thứ tư vào tháng 5 năm 2020 tại Hàn Quốc với số lượng 247.153 bản physical. Vào tháng 7 năm 2020, album đã nhận được chứng nhận bạch kim từ Hiệp hội Âm nhạc Hàn Quốc (KMCA), có 250.000 bản đã được gửi đi, mang lại cho TXT chứng nhận trong nước đầu tiên của họ kể từ khi ra mắt.

## Danh sách các bài hát
Bản quyền đến từ preview video của album.
| Danh sách bài hát The Dream Chapter: Eternity | Danh sách bài hát The Dream Chapter: Eternity   | Danh sách bài hát The Dream Chapter: Eternity                                                               | Danh sách bài hát The Dream Chapter: Eternity | Danh sách bài hát The Dream Chapter: Eternity |
| STT                                           | Nhan đề                                         | Sáng tác | Producer(s)                                   | Thời lượng                                    |
| --------------------------------------------- | ----------------------------------------------- | --- | --------------------------------------------- | --------------------------------------------- |
| 1.                                            | "Drama"                                         | Supreme Boi Jake Torry Noah Conrad Roland "Rollo" Spreckley El Capitxn                                      | Noah Conrad                                   | 3:30                                          |
| 2.                                            | "Can't You See Me?" (세계가 불타버린 밤, 우린…) | Slow Rabbit "Hitman" Bang Supreme Boi Melanie Joy Fontana Michel "Lindgren" Schulz Eric Zayne Naz Tokoi     | "Hitman" Bang Slow Rabbit                     | 3:21                                          |
| 3.                                            | "Fairy of Shampoo[a]" (샴푸의 요정)             | El Capitxn Slow Rabbit Keeho Chang Yeonjun                                                                  | El Capitxn Slow Rabbit                        | 4:27                                          |
| 4.                                            | "Maze in the Mirror" (거울 속의 미로)           | Slow Rabbit Yeonjun Beomgyu Adora Huening Kai Soobin Taehyun                                                | Slow Rabbit Beomgyu                           | 3:46                                          |
| 5.                                            | "Puma" (동물원을 빠져나온 퓨마)                 | Sam Klempner Supreme Boi Melanie Joy Fontana Michel "Lindgren" Schulz Slow Rabbit Krysta Youngs Julia Ross  | Sam Klempner                                  | 3:26                                          |
| 6.                                            | "Eternally"                                     | Frants Supreme Boi Slow Rabbit Pauline Skott Peter St James Alina Paulsen Chris Brenner "Hitman" Bang danke | Frants                                        | 3:37                                          |
| Tổng thời lượng:                              | Tổng thời lượng:                                | Tổng thời lượng:                                                                                            | Tổng thời lượng:                              | 22:07                                         |

Ghi chú
^[a]  "Fairy of Shampoo" là ca khúc remake của ca khúc gốc do Light & Salt trình bày.

## Người tham gia
Bản quyền từ NetEase Music và Tidal.
- TXT – vocals
  - Yeonjun – background vocals (track 1, 5)
  - Soobin – background vocals (track 1-2)
  - Beomgyu – associated performer (track 4), recording arranger (track 4)
  - Taehyun – background vocals (track 1)
  - Huening Kai – background vocals (track 2)
- Jake Torry – background vocals (track 1)
- Melanie Joy Fontana – background vocals (track 2, 5)
- Loren Smith – background vocals (track 3)
- Greg Whipple – background vocals (track 3)
- Durell Anthony – background vocals (track 3)
- Adora  – background vocals (track 4, 6), vocal arrangement (track 4, 6), digital editing (track 4), recording engineer (track 4, 6)
- Julia Ross – background vocals (track 5)
- Supreme Boi – background vocals (track 5), vocal arrangement (track 5), digital editing (track 5)
- Ruuth – background vocals (track 6)
- Slow Rabbit  – vocal arrangement (track 1-2, 4-6), keyboard (track 2, 4-5), synthesizer (track 2, 4-6), digital editing (track 1-2, 6), recording engineer (track 1-2, 4-6), associated performer (track 2-4), recording arranger (track 2-4)
- El Capitxn  – vocal arrangement (track 3), keyboard (track 1, 3), synthesizer (track 1, 3), digital editing (track 3), recording engineer (track 3), associated performer (track 3), recording arranger (track 3)
- Frants – vocal arrangement (track 6), keyboard (track 6), synthesizer (track 6), digital editing (track 6)
- Rosaleen Rhee – interpreter (track 3)
- Duane Benjamin – background vocal arrangement (track 3)
- Pauline Skött – additional vocal arrangement (track 6)
- Noah Conrad – vocal arrangement (track 6), synthesizer (track 1), associated performer (track 1), recording arranger (track 1)
- "Hitman" Bang – associated performer (track 2), recording arranger (track 2)
- Sam Klempner – associated performer (track 5), recording arranger (track 5)
- Young – guitar (track 1-2, 4, 6)
- Choi Hyun-jong – guitar (track 1)
- Jeon Seung-hoon – bass (track 3)
- Jo Jung-hyun – trumpet (track 3), flagelhorn (track 3)
- nobody – bass (track 4)
- Sam Klempner – keyboard (track 5), synthesizer (track 5), drums (track 5)
- Ghstloop – digital editing (track 1)
- Kim Cho-rong  – recording engineer (track 1, 4, 6)
- Kim Ji-yeon  – recording engineer (track 1, 3-6)
- Noah Conrad  – recording engineer (track 1)
- Jung Woo-yeong  – recording engineer (track 2-5)
- Michel "Lindgren" Schulz  – recording engineer (track 2, 5)
- Erik Reichers  – recording engineer (track 3)
- Yang Ga  – mixer (track 1, 6)
- Phil Tan  – mixer (track 2)
- Hector Castillo  – mixer (track 3)
- Bill Zimmerman – assistant mixer (track 2)
- Carlos Imperatori – assistant mixer (track 3)
- Park Jin-se  – mixer (track 4)
- Jaycen Joshua  – mixer (track 5)
- Jacob Richards – assistant mixer (track 5)
- Mike Seaberg – assistant mixer (track 5)
- DJ Riggins – assistant mixer (track 5)
- Chris Gehringer – mastering engineer (track 1-6)

## Bảng xếp hạng

### Bảng xếp hạng theo tuần
| Bảng xếp hạng (2020)              | Thứ hạng |
| --------------------------------- | -------- |
| Lithuanian Albums (AGATA)         | 90       |
| Japanese Albums (Oricon)          | 1        |
| Album Ba Lan (ZPAV)               | 8        |
| South Korean Albums (Gaon)        | 2        |
| US Heatseekers Albums (Billboard) | 9        |
| US World Albums (Billboard)       | 4        |

### Bảng xếp hạng theo tháng
| Bảng xếp hạng (2020)       | Thứ hạng |
| -------------------------- | -------- |
| South Korean Albums (Gaon) | 4        |

### Bảng xếp hạng cuối năm
| Bảng xếp hạng (2020)       | Thứ hạng |
| -------------------------- | -------- |
| Japanese Albums (Oricon)   | 81       |
| South Korean Albums (Gaon) | 28       |

## Chứng nhận
| Quốc gia                                  | Chứng nhận | Doanh số |
| ----------------------------------------- | ---------- | -------- |
| Hàn Quốc                                  | Platinum   | 250,000  |
| ^ Chứng nhận dựa theo doanh số nhập hàng. |            |          |

## Giải thưởng
| Xuất bản  | Danh sách                                       | Ca khúc             | Thứ hạng | Ghi chú |
| --------- | ----------------------------------------------- | ------------------- | -------- | ------- |
| Billboard | The 20 Best K-Pop Songs of 2020: Critics' Picks | "Can't You See Me?" | 16       | [ 59 ]  |
| Dazed     | The 40 Best K-pop Songs of 2020                 | "Can't You See Me?" | 27       | [ 60 ]  |
| Paper     | The 40 Best K-pop Songs of 2020                 | "Can't You See Me?" | 7        | [ 61 ]  |

| Ca khúc             | Chương trình        | Ngày                | Ghi chú |
| ------------------- | ------------------- | ------------------- | ------- |
| "Can’t You See Me?" | The Show (SBS MTV)  | 26 tháng 5 năm 2020 | [ 62 ]  |
| "Can’t You See Me?" | Show Champion (MBC) | 27 tháng 5 năm 2020 | [ 62 ]  |

## Lịch sử phát hành
| Quốc gia      | Ngày                | Định dạng                     | Label             | Ghi chú |
| ------------- | ------------------- | ----------------------------- | ----------------- | ------- |
| Hàn Quốc      | 18 tháng 5 năm 2020 | CD                            | Big Hit           | [ 52 ]  |
| Nhật Bản      | 18 tháng 5 năm 2020 | CD                            | Big Hit Universal | [ 63 ]  |
| Các nước khác | 18 tháng 5 năm 2020 | CD Digital download streaming | Big Hit Republic  | [ 4 ]   |